# Joaquín Pérez Salas
Joaquín Pérez Salas (Sevilla, 1886 - Murcia, 4 de agosto de 1939) fue un militar español del arma de artillería que destacó por su intervención en la guerra civil española, en especial por la victoria obtenida durante la batalla de Pozoblanco y su presencia en el denominado Frente de Córdoba. Al final de la contienda fue hecho prisionero por el bando nacional y fusilado.

## Biografía

### Carrera militar
Nació en Sevilla en 1886, en el seno de una familia con una larga tradición militar. Al igual que él, sus hermanos Jesús, Manuel y Julio también llegaron a ingresar en el ejército.
En 1905 ingresó en la Academia de Artillería, licenciándose cinco años después siendo el número uno de su promoción. Los siguientes años estuvo presente en varios destinos militares, que incluyeron su paso por Valencia, Melilla o Larache. Opuesto a la supresión del cuerpo de artilleros decretada por el dictador Miguel Primo de Rivera, en 1926 participó en la fallida "Sanjuanada", que pretendía derribar la dictadura de Primo de Rivera. Después de varias vicisitudes, el 12 de febrero de 1930 fue readmitido en el Ejército tras una amplia amnistía concedida por el gobierno Berenguer. Tras la proclamación de la Segunda República, Pérez Salas acató al nuevo régimen y le juró fidelidad.

### Guerra civil española
Durante la sublevación militar que se produce en julio de 1936, Pérez Salas se mantiene fiel a la República aunque su familia se ve dividida por los avatares de la guerra: si bien cuatro de los hermanos (incluido Joaquín) se mantienen fieles, un quinto se pasa a las filas de los sublevados. Joaquín recibió la orden de partir al sector de Córdoba acompañado de dos baterías de artillería.
A finales de agosto participa en la fallida Ofensiva sobre Córdoba, operación que estaba dirigida por el General Miaja. Pérez Salas estaba a cargo de una columna compuesta una sección de carabineros, 300 guardias civiles, un grupo de guardias de asalto, dos compañías de marineros, un grupo mixto artillería y numerosos milicianos. De las unidades atacantes, las fuerzas bajo el mando de Pérez Salas atacarían la ciudad por el sur. Después de arrollar la resistencia inicial, fue la columna que más cerca estuvo de entrar en la capital cordobesa, aunque se vio detenida en la aldea de Torres cabrera por los ataques aéreos de los Savoia-Marchetti S.M.79 procedentes de Sevilla. Debido al ataque aéreo desde el Cuartel general de Miaja se le ordenó la retirada, cosa que Pérez salas hizo disgustado y a regañadientes. A finales de año el frente se estabilizó, y las fuerzas de Pérez Salas siguieron controlando parte de la provincia de Córdoba.
Después de la conquista de Málaga, el 6 de marzo de 1937 las fuerzas franquistas al mando de Gonzalo Queipo de Llano iniciaron una ofensiva en el Frente de Córdoba, con la intención de conquistar Pozoblanco y tras romper el frente, seguir progresando hasta alcanzar el Santuario de la Virgen de la Cabeza, rompiendo el asedio al que se hallaba sometido desde el comienzo de la guerra. También se esperaba poder conquistar las minas de Almadén, muy importantes para la guerra por sus reservas de mercurio. Las unidades republicanas en el sector de Pozoblanco fueron reorganizadas por Pérez Salas bajo su mando directo, a pesar de que el Estado Mayor Central le autorizó la evacuación de la localidad al considerarla prácticamente perdida. La resistencia republicana fue mayor de la esperada y Pérez Salas se aprestó a lanzar un contraataque que ocasionó numerosas pérdidas materiales al ejército de Gonzalo Queipo de Llano, además de recuperar todo el territorio perdido e incluso ocupar amplias zonas enemigas.
En palabras de su hermano Jesús:

«La defensa de Pozoblanco es la más brillante página de nuestra guerra y la única victoria republicana que se debió, en gran parte, a las excepcionales cualidades del jefe que mandaba el sector».

Por su victoria en Pozoblanco fue propuesto para la concesión de la Placa Laureada de Madrid, y recibió la felicitación personal del entonces presidente del gobierno Francisco Largo Caballero. El general Queipo de Llano llegó a comentar en Radio Sevilla:

«Lástima que tan buen jefe como Pérez Salas esté al lado de los rojos. Siento mucho tener que fusilarlo, pero me veré obligado a hacerlo».

A partir de abril, tras la reorganización en divisiones de las fuerzas Ejército popular, Pérez Salas pasó a mandar la 19.ª División con cuartel general en Pozoblanco, y a partir de mayo mandó el recién creado VIII Cuerpo de Ejército. Al frente de esta gran unidad dirigió un contraataque que en el mes de julio le llevó hasta El Vacar, muy cerca de Córdoba, aunque debido a la presión enemiga debió retirarse. En el mes de noviembre una ofensiva enemiga en el sector de Peñarroya-Fuente Obejuna puso en serio peligro las comunicaciones entre Extremadura y Andalucía, pero un contraataque dirigido personalmente por Pérez Salas restableció la situación, recuperando también la destruida población de Granja de Torrehermosa. Por aquellas fechas también recibió el mando del recién creado Ejército de Extremadura, puesto que desempeñaría entre el 15 y el 29 de noviembre, sustituido por el teniente coronel Ricardo Burillo.
Destinado a la reserva general de artillería en Valencia, el 5 de mayo de 1938 fue ascendido a coronel. Unos meses después, en el contexto de las derrotas republicanas en el frente de Extremadura, Pérez Salas solicitó el mando del VIII Cuerpo de Ejército, que recibió el 12 de agosto. Para el día 22 el avance franquista había quedado detenido y a partir de los días siguientes los republicanos recuperaron posiciones perdidas anteriormente. Así, las unidades bajo el mando de Pérez Salas lograron defender nuevamente las minas de Almadén, deteniendo por completo la ofensiva de Queipo de Llano en el frente extremeño. El 13 de septiembre recibió la orden de capturar Córdoba. El día 22 las fuerzas de Pérez Salas vuelven a iniciar la ofensiva, aunque esta no logra romper las defensas enemigas y el 5 de octubre la operación es cancelada definitivamente.

### Final de la guerra y ejecución
En marzo de 1939, después de producirse simultáneamente una Sublevación quintacolumnista en Cartagena y el Golpe de Casado contra el Gobierno Negrín, el nuevo Consejo Nacional de Defensa nombró a Pérez Salas comandante de la Base naval de Cartagena. Entre el 8 y el 9 de marzo llegó a la ciudad y se hizo cargo de su nuevo mando, después de que la 206.ª Brigada Mixta hubiera recuperado el control de la ciudad. Durante las siguientes semanas vino un periodo de espera del final de la guerra que ya se preveía. El 29 de marzo sale de Cartagena el petrolero Campilo, y con él van a bordo numerosos refugiados que huyen de las posibles represalias franquistas. Pérez Salas acude a los muelles a despedirse de algunos conocidos y rechaza las invitaciones que se le hacen de subir a bordo. Al día siguiente el Ejército franquista ocupó la ciudad y Pérez Salas fue detenido en su domicilio.
Fue inmediatamente encarcelado y posteriormente trasladado a Murcia, siendo finalmente juzgado por "rebelión militar", condenado a muerte y fusilado el 4 de agosto. En el momento de su fusilamiento gritó: "¡Viva la República! ¡Viva Cristo Rey!".